# Samsung Galaxy Tab S9
Samsung Galaxy Tab S9（サムスン ギャラクシータブ S9）は、サムスン電子によって設計、開発、販売された Android ベースのタブレット シリーズである。 
2023年 7月 26日に韓国のソウルで開催された Samsung の Galaxy Unpacked イベントで発表されたこの製品は、Galaxy Tab S8 シリーズの後継モデルである。Galaxy Tab S9　シリーズは 2023年 8月 11日にリリースされ、日本では2023年 9月 1日に発売した。

## 主要項目

### デザイン
| Color | Name         |
| ----- | ------------ |
|       | ベージュ     |
|       | グラファイト |

- 日本販売：グラファイト

### ハードウェア
内蔵SoCに ｢Qualcomm Snapdragon 8 Gen 2 for Galaxy｣ を搭載したGalaxy Tab S9シリーズは、Snapdragon 8 Gen 1を搭載した先代モデルに比べてCPU性能が34%、GPU性能が41%向上したほか、AIや機械学習の処理を担うNPU性能は49%向上した。
Galaxy Tab S9シリーズは初の防水・防塵性(IP68)を備えたGalaxy Tab Sシリーズとなった。